# Gerhart-Hauptmann-Theater Görlitz-Zittau
Das Gerhart-Hauptmann-Theater Görlitz-Zittau (GHT) ist ein Vierspartentheater an den beiden Produktionsstandorten Görlitz und Zittau im ostsächsischen Landkreis Görlitz. Die vier Sparten sind Musiktheater, Schauspiel, Tanz und Konzert. Die gemeinsame Theatergesellschaft Gerhart-Hauptmann-Theater Görlitz-Zittau GmbH besteht seit der Fusion der Theater Görlitz und Zittau zum Jahresbeginn 2011. Benannt ist das Theater nach dem aus Niederschlesien stammenden Literaturnobelpreisträger Gerhart Hauptmann. Generalintendant und künstlerischer Geschäftsführer des Gerhart-Hauptmann-Theaters ist Daniel Morgenroth, der ebenfalls als kaufmännischer Geschäftsführer fungiert.

## Geschichte

### Haus Görlitz

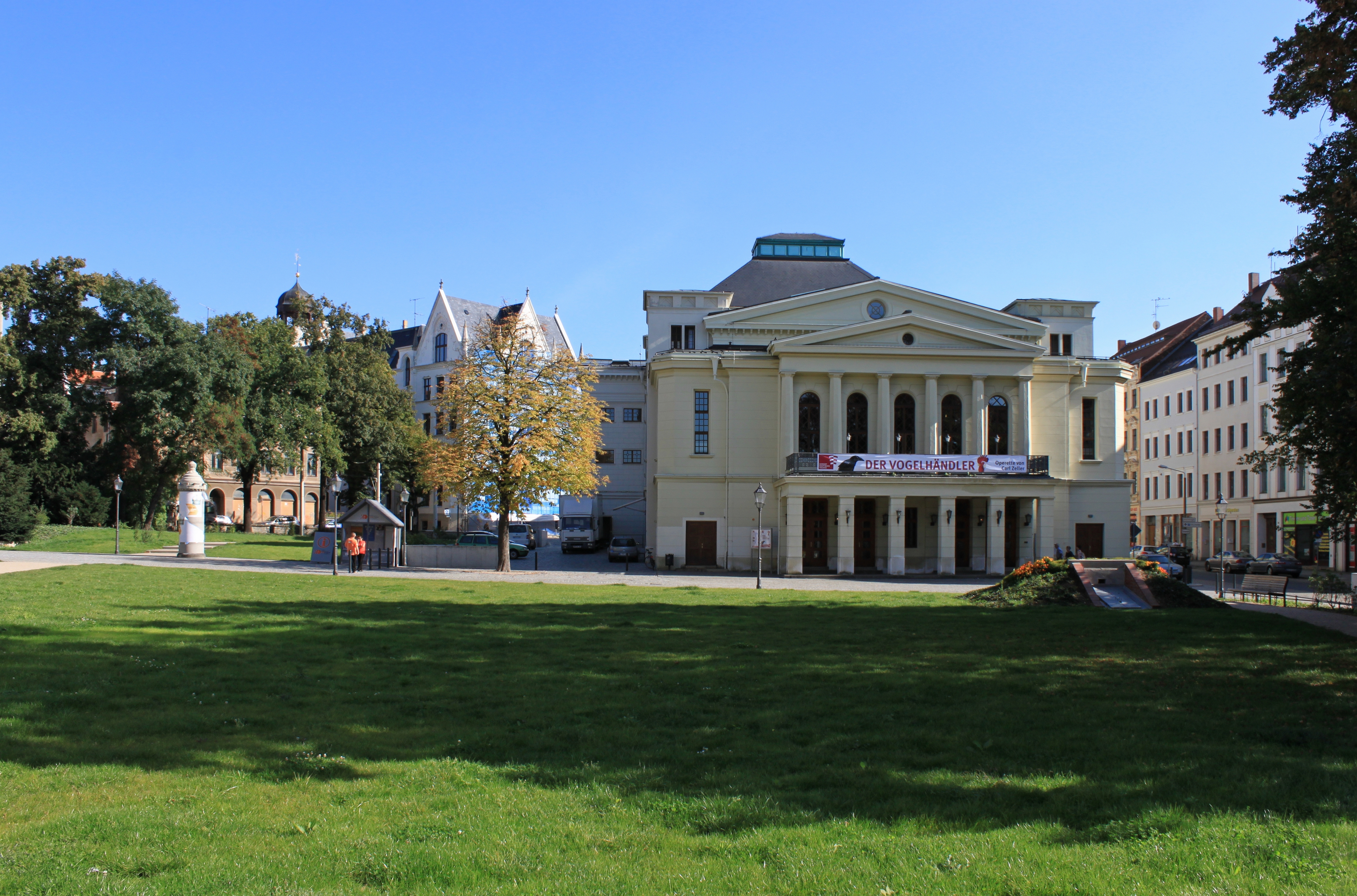
Blick vom Demianiplatz auf das Theater Görlitz

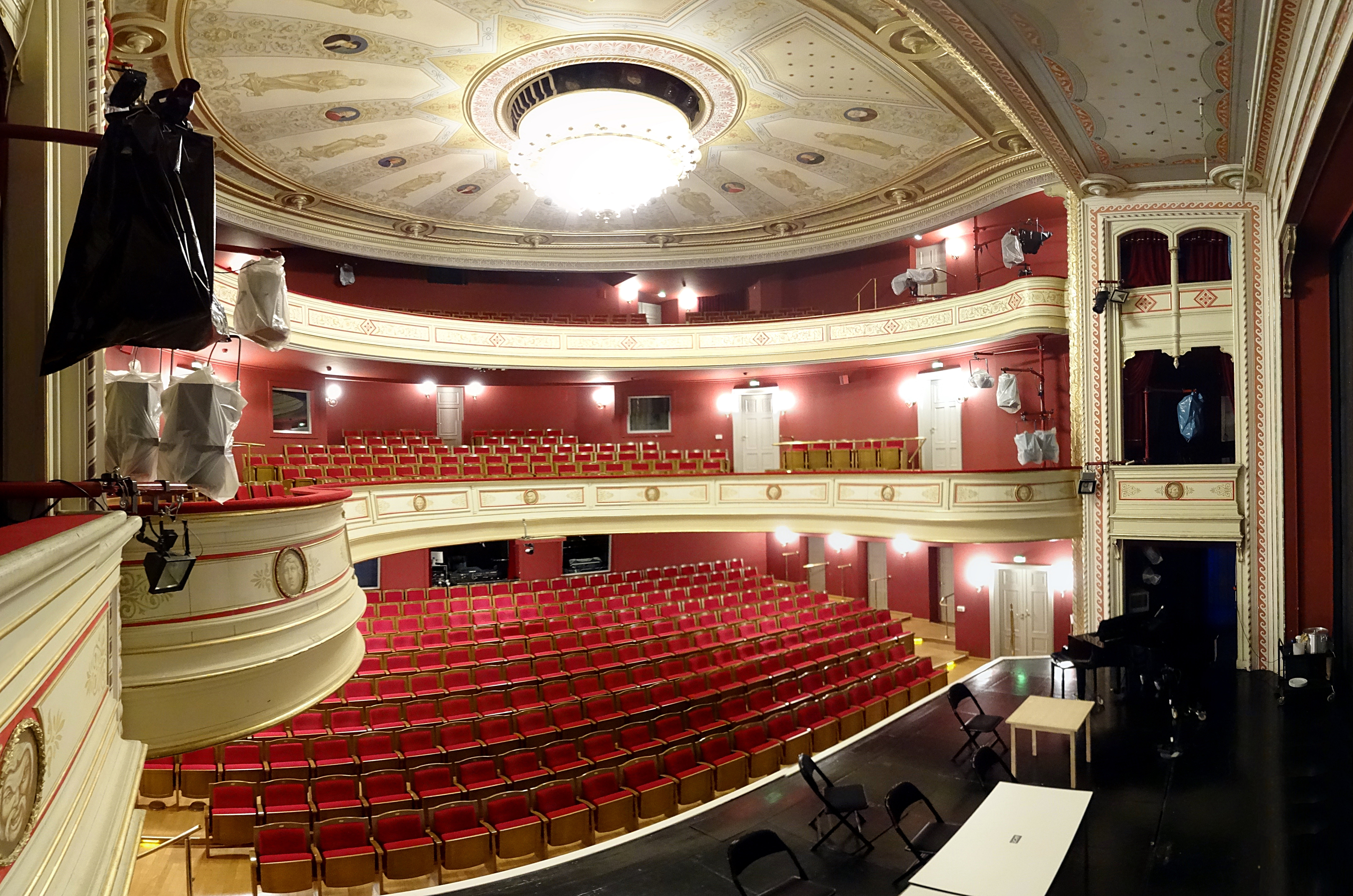
Zuschauerraum im Theater Görlitz

Nach der Grundsteinlegung im Jahr 1850 konnte das Theatergebäude in Görlitz bereits 1851 eingeweiht werden. Erbaut wurde es nach Plänen der Baumeister Gustav Kießler und Karl Friedrich Wilhelm Fischer. 1911 erfolgte der Anbau der Eingangshalle samt dem darüberliegenden Balkon an der Nordseite. Die Stadt Görlitz übernahm 1923 die Betriebsführung des Theaters, das zuvor an verschiedene Schauspielgesellschaften verpachtet worden war. In den darauffolgenden Jahren bis zum Zweiten Weltkrieg kam die ursprünglich sehr starke bürgerliche Verwurzelung und damit die identitätsstiftende Kraft des Theaters nahezu vollkommen zum Erliegen. 1946 erlebte Görlitz die erste Wiedereröffnung eines deutschen Theaters nach dem Krieg überhaupt. In diesem Jahr beschloss außerdem der Görlitzer Stadtrat die Umbenennung des Theaters in Gerhart-Hauptmann-Theater. 
In der Zeit bis 2002 wurde das Theater in zwei umfangreichen Bauphasen saniert und rekonstruiert, wobei der Zuschauerraum in der Fassung von 1873 wieder hergestellt wurde.

### Haus Zittau

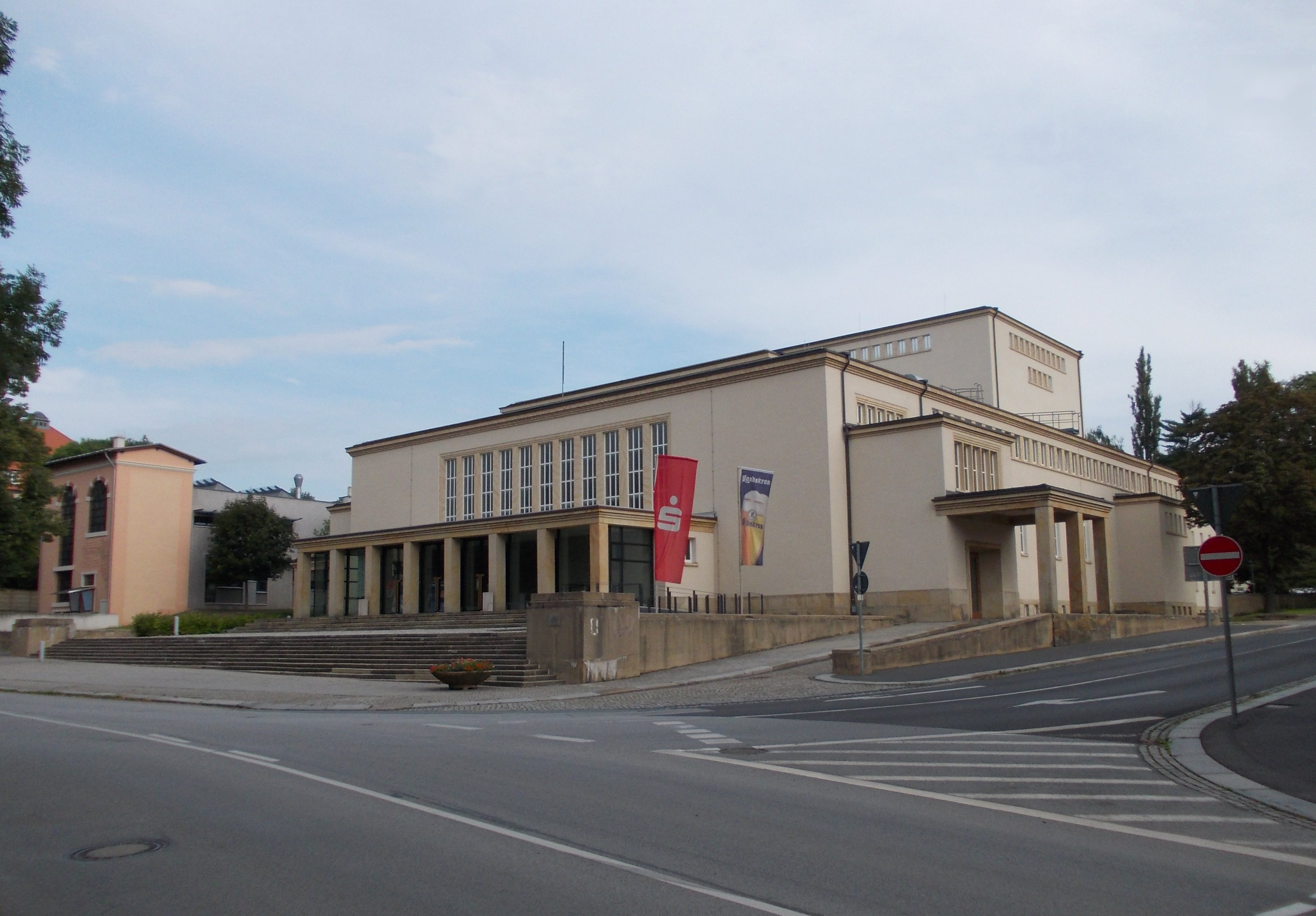
Das Zittauer Theatergebäude

In Zittau wurde das erste Theatergebäude am 25. Oktober 1802 an der Neustadt eröffnet. Der erste Besitzer des Theaters meldete jedoch bereits 1820 Konkurs an. Danach erwarben einige Bürger das Haus, bis es schließlich 1853 an den Rat der Stadt Zittau verkauft wurde. 1930/31 hatte sich der Rat der Stadt wiederholt mit dem Weiterbestehen des Theaters beschäftigt, und glaubte nicht, den Jahreszuschuss von 100.000 Mark weiterhin zahlen zu können. Schließlich wurde beschlossen, das Theater zu verpachten, neuer Theaterdirektor wurde 1931 der Künstler Friedrich Wilhelm Nadolle. 1932 brannte jedoch das Theatergebäude ab, sodass der Betrieb fortan in einer Interimsspielstätte stattfinden musste.
Der Ersatzbau nach Entwürfen von Hermann Alker und Alfred Hopp am Theaterring eröffnete am 27. September 1936 als Grenzlandtheater mit Carl Maria von Webers Der Freischütz.
Nach Kriegsende erfolgte die Umbenennung zum Stadttheater Zittau. Von 1963 bis 1988 war das Haus der Sitz der Schauspielabteilung des Gerhart-Hauptmann-Theaters.
In den Jahren 2009 bis 2010 wurden unter anderem die Bühne und das Foyer erneuert sowie die elektrische Anlage modernisiert. Dafür wurden den Angaben zufolge rund sieben Millionen Euro investiert. Im Mittelpunkt der Baumaßnahme standen der Einbau einer zweiten Spielstätte im Foyer einschließlich einer Empore, die Realisierung der Brandschutzmaßnahmen, die Sanierung der Bühnentechnik und der Außenhaut des Gebäudes.

### Fusion – Entflechtung – erneute Fusion
1963 wurden das Görlitzer und das Zittauer Theater im Rahmen einer Umstrukturierung im Bereich der Theater und Orchester zum Gerhart-Hauptmann-Theater Görlitz-Zittau fusioniert. 
Im Ergebnis einer Entflechtung zum Beginn der Spielzeit 1988/1989 entstanden wieder zwei selbstständige Spielstätten. Die folgenden Jahre waren von Bemühungen um strukturelle und konzeptionelle Weiterentwicklung geprägt.
Zu Beginn des Jahres 2011 wurden die beiden Häuser schließlich wieder zum Gerhart-Hauptmann-Theater Görlitz-Zittau zusammengeführt.

## Musiktheater
Das Stammhaus des Musiktheaterensembles ist das Theater Görlitz. Produziert werden Opern, Operetten, sowie Musicals. Neben Repertoirewerken stehen jedes Jahr Neuinszenierungen und auch moderne Auftragswerke auf dem Spielplan. Ergänzt wird das Angebot durch ein abwechslungsreiches Programm – von Puppentheater und Jugendtheater über Film, Kabarett bis zu kleinen Schauspiel- und Musiktheaterproduktionen – in der kleinen Spielstätte Apollo sowie zahlreiche Gastspiele renommierter Künstler. Seit 1995 findet außerdem jährlich das internationale Straßentheaterfestival ViaThea am ersten Augustwochenende statt, seit 2015 immer am ersten Juliwochenende. Hinzu kommen Sommertheaterstücke wie beispielsweise in der Spielzeit 2011/2012 Im weißen Rössl in der Landskron-Kulturbrauerei und 2014/2015 Das Spiel von Liebe und Zufall auf dem Nikolaifriedhof.

### Ensemble des Musiktheaters
- Patricia Bänsch
- Shoushik Barsoumian
- Michael Berner
- Peter Fabig
- Buyan Li
- Yvonne Reich
- Hans-Peter Struppe

## Schauspiel
Die Sparte Schauspiel ist am Theater Zittau beheimatet. Geleitet wird die Schauspielsparte mit ihrem festen Ensemble von Schauspieldirektor Ingo Putz. Im Schauspiel wird die ganze Palette von Klassikern über Komödien und Experimentelles bis hin zum Kinder- und Jugendtheater geboten. Neben der Spielstätte im Theater werden jeweils im Sommer auch eine Produktion im Zittauer Klosterhof sowie auf der Waldbühne Jonsdorf als Freilufttheater gezeigt.
Eine weitere Besonderheit sind die mobilen Produktionen, die für Aufführungen an Schulen, sozialen oder kulturellen Einrichtungen gebucht werden können. Die trinationale Theaterinitiative J-O-Ś bringt mit dem „3LänderSpiel“ Theater aus Deutschland, Polen und Tschechien auf die Bühne.

### Ensemble der Schauspielsparte
- Isabella Szendzielorz
- David Thomas Pawlak
- Katharina Stehr
- Jonas Maria Lubisch
- Martha Pohla
- Xenia Wolfgramm
- Philipp Scholz
- Danja Rishany Emmanuel
- Marc Schützenhofer
- Maria Weber
- Ireneuś Rosinski

## Tanz
Die Sparte Tanz wird seit der Spielzeit 2024/2025 von Massimo Gerardi geleitet.

### Tanzcompany
- Edgar Ioannis Avetikyan
- Elise de Heer
- Gilda De Vecchis
- Nora Hageneier
- Mami Kawabata
- MengTing Liu
- Filippo Nannucci
- Sara Nicastro
- Lorenzo Rispolano (Gast)
- Jacob Borchert Vahlun
- Eefje van den Bergen
- Jun Wang

- Massimo Gerardi (Tanzdirektor)
- Ilka Bothe (Assistentin der Tanzdirektion)

### Zur Geschichte der Compagnie
Von August 2011 bis Juli 2024 stand die „wee dance company des Gerhart-Hauptmann-Theater Görlitz-Zittau“ unter der Leitung der beiden Choreografen Dan Pelleg und Marko E. Weigert. Neben hauseigenen Uraufführungen für Görlitz und neuen Choreografien für die Musiktheaterproduktionen des Hauses wurden auch Produktionen aus dem Repertoire der „wee dance company“ in Görlitz gezeigt.

## Neue Lausitzer Philharmonie
Die Neue Lausitzer Philharmonie (NLP) ist das Orchester des Kulturraumes Oberlausitz/Niederschlesien. Mit ihren 56 Musikern spielt sie regelmäßig unter anderem in Bautzen, Görlitz, Hoyerswerda, Kamenz, Niesky, Weißwasser und Zittau sowie grenzüberschreitend in Polen und Tschechien. Generalmusikdirektor ist Andrea Sanguineti. Die Philharmonischen Konzerte widmen sich neben dem klassischen Repertoire besonders auch zeitgenössischen Entdeckungen. Mit der Konzertreihe „Hexenritt und Drachentöne“ richtet sich die Neue Lausitzer Philharmonie an das junge Publikum. Aufführungen am Gerhart-Hauptmann-Theater Görlitz-Zittau gehören ebenso zu den Aufgaben der NLP wie Schulkonzerte und die Förderung der Kirchenmusik über die Landesgrenzen hinaus. Seit 2009 ist das Orchester Pate des Deutsch-Polnischen Jugendsinfonieorchesters Görlitz/Zgorzelec (Mitglied der Jeunesses Musicales Deutschland). In kleiner Besetzung spielen Musiker der NLP auch Kammerkonzerte im Kulturraum.

### Musikalische Leitung
- Roman Brogli-Sacher: Generalmusikdirektorin
- Ulrich Kern: 1. Kapellmeister und stellvertretender Generalmusikdirektor
- Albert Seidl: Chordirektor mit Dirigierverpflichtung

## Statistik
Im Jahr 2017 besuchten etwa 140.000 Gäste rund 660 Veranstaltungen des Theaters an beiden Standorten. Drei Viertel der Besucher sahen sich dabei Eigenproduktionen – vor allem Schauspiele – an. Opern, Operetten und andere Aufführungen des Musiktheaters zogen 35.000 Besucher an. 8.700 Gäste hörten die Konzerte der Neuen Lausitzer Philharmonie. Die Görlitzer Tanzcompany begeisterte 6.600 Zuschauer. Eingenommen wurden insgesamt zwei Millionen Euro.

## Fördervereine und Theaterstiftung
Unterstützt wird das Gerhart-Hauptmann-Theater durch mehrere Vereine und Stiftungen. Der Zittauer Standort wird vom Verein der Freunde des Zittauer Theaters e. V. unterstützt, der Görlitzer vom Görlitzer Theater- und Musikverein e. V. Außerdem gibt es den Förderverein ViaThea e. V. zur Unterstützung des Straßentheaterfestivals in Görlitz. Um langfristig ein vielfältiges Theaterleben in Görlitz sicherzustellen, gründeten 2004 vier große Unternehmen der Region die Niederschlesische Theaterstiftung. Seitdem konnte die Stiftung zahlreiche Projekte des Theaters Görlitz finanziell unterstützen, die über den regulären Spielbetrieb des Theaters hinausgehen. Die Bürgerstiftung Theater Zittau setzt sich seit 2013 für den Erhalt des Zittauer Theaters ein.

## Festivals

### ViaThea Straßentheaterfestival
Seit 1995 findet das ViaThea an einem Sommerwochenende (seit 2015 immer am ersten Juli-Wochenende) auf Straßen und Plätzen in Görlitz und Zgorzelec statt.

### Theaterinitiative J-O-Ś und Festival 3LänderSpiel
J-O-Ś soll Menschen aus Polen, Tschechien und Deutschland durch die universelle Sprache der Kunst zusammenbringen. Höhepunkt ist das einmal jährlich stattfindende 3Länderspiel. Das internationale Theaterfestival bringt deutsche, polnische und tschechische Kooperationen auf die Bühne. Benannt ist J-O-Ś nach drei Bergen des tschechisch-deutsch-polnischen Dreiländerecks: Ještěd (Jeschken), Oybin und Śnieżka (Schneekoppe).
Die internationale Theaterinitiative J-O-Ś wächst weiter und nun arbeiten auch Jugendliche aus den drei Nachbarländern Deutschland, Polen und der Tschechischen Republik an einem gemeinsamen Theaterprojekt.